# Trovalia
Trovalia es un festival internacional de poesía improvisada y cantada que se celebra en el municipio español de Cartagena durante los primeros días de agosto. Está organizado por la asociación de troveros del Campo de Cartagena "José María Marín" y cuenta con el patrocinio del Ayuntamiento de Cartagena.

## Historia
El arte del trovo está documentado en la Sierra minera de Cartagena-La Unión desde la mitad del siglo XIX con características propias que hacen singular a esta poesía oral murciana respecto a otras similares, como el trovo de Almería o el Cante de Poetas, ambas en Andalucía.
Casimiro Bonmatí Limorte organizó, en los primeros años de la década de los 70, una merienda trovera en el Museo Etnológico del Campo de Cartagena en Pozo Estrecho para anunciar su idea de fundar la Asociación Española de Amigos del Trovo.
Este colectivo, que él mismo presidió durante muchos años, estaba formado por entusiastas del verso improvisado y cantado y fue el encargado de asesorar al Ayuntamiento de Cartagena para convocar el Certamen Nacional del Trovo, que se celebró anualmente desde el año 1970 hasta el año 2003 y en el que participaban improvisadores de Cartagena y Murcia y, muy ocasionalmente, de Almería.
Casimiro Bonmatí, junto a Carlos Ferrándiz Araujo, Aureliano Gómez Vizcaíno, Isidoro García Ráez y Alberto Colao Sánchez promovieron en 1976 la celebración en Cartagena del I Simposium Nacional del Trovo. En él tomaron parte Carmelo Lisón Tolosana, doctor por la Universidad de Oxford y catedrático emérito de Antropología Social y Cultural en la Universidad Complutense de Madrid, y María Cátedra Tomás, catedrática de Antropología Social en la Facultad de Ciencias Políticas y Sociología de la Universidad Complutense de Madrid. Estaba prevista también la presencia de otro grande, Julio Caro Baroja, quien finalmente no compareció.
Tras treinta y dos ediciones de Certamen Nacional del Trovo, se consideró necesario un cambio de rumbo y el resultado de este esfuerzo fue una internacionalización del festival en un formato abierto y no competitivo. Así surgió Trovalia, que es considerado un heredero del Certamen Nacional del Trovo.
La primera edición de Trovalia se celebró en el año 2003 con la presencia de unos 1.200 espectadores y en ella destacaron los trovadores colombianos Jorge Iván Álvarez "Zarco de Caldas" y Juan Ernesto Muñoz "El Malicioso" y los repentistas cubanos Luis Paz Esquivel "Papillo", Raúl Herrera y Orlando Laguardia.
El festival, desde sus inicios, tiene como eje común la improvisación, la agudeza mental en el manejo de la palabra, la perfección métrica, la elegancia en la construcción de una estrofa y los reflejos a la hora de establecer décimas o controversias.
La entrada es gratuita y es habitual que el público tenga que interactuar con los improvisadores proponiendo temas o versos precisos sobre los que construir sus actuaciones.
Desde el año 2012 existe una colaboración abierta entre Trovalia, el Festival Internacional de Trovo Miguel Candiota y el Festival Internacional de Cante de Poetas de Villanueva de Tapia para crear la llamada "Ruta del Trovo", un circuito por Andalucía y Murcia para extender el arte del trovo con calidad y compartiendo los gastos generales.

## Escenarios
Habitualmente el festival consta de varias galas que se celebran en diferentes escenarios con el objetivo de acercar el arte de la improvisación a la mayor cantidad de público posible. Al menos una de las galas se realiza en el casco antiguo de la ciudad.
En los años 2010 y 2011 el festival coincidió con la celebración de la regata Audi Med Cup en la ciudad.
| Año  | Gala | Título                                                                      | Escenario                                                         | Referencia    |
| ---- | ---- | --------------------------------------------------------------------------- | ----------------------------------------------------------------- | ------------- |
| 2003 |      |                                                                             |                                                                   |               |
| 2004 |      |                                                                             |                                                                   |               |
| 2005 |      |                                                                             |                                                                   |               |
| 2006 | 1    |                                                                             | Plaza del Ayuntamiento de Cartagena                               | [ 4 ]         |
| 2006 | 2    |                                                                             | Puerto de Cabo de Palos                                           | [ 4 ]         |
| 2006 | 3    |                                                                             | Paseo Marítimo de Mar de Cristal                                  | [ 4 ]         |
| 2006 | 4    |                                                                             | Polideportivo de Molino Derribao                                  | [ 4 ]         |
| 2007 | 1    | Trasatlántico de versos                                                     | Plaza del Ayuntamiento de Cartagena                               | [ 5 ]         |
| 2007 | 2    | Ramas de una raíz poética                                                   | Polideportivo de Molino Derribao                                  | [ 5 ]         |
| 2007 | 3    | Brisas poéticas                                                             | Paseo Marítimo de Mar de Cristal                                  | [ 5 ]         |
| 2007 | 4    | Faro de la inspiración                                                      | Puerto de Cabo de Palos                                           | [ 5 ]         |
| 2008 | 1    |                                                                             | Plaza del Ayuntamiento de Cartagena                               | [ 6 ]         |
| 2008 | 2    | Mezclando estilos                                                           | Polideportivo de Molino Derribao                                  | [ 6 ]         |
| 2008 | 3    | Homenaje a la décima espinela                                               | Paseo Marítimo de Mar de Cristal                                  | [ 6 ]         |
| 2008 | 4    | Homenaje a la música de la improvisación                                    | Puerto de Cabo de Palos                                           | [ 6 ]         |
| 2009 | 1    |                                                                             | Plaza del Ayuntamiento de Cartagena                               | [ 7 ]         |
| 2009 | 2    | Entre lo rural y lo poético: cultivando la improvisación                    | Polideportivo de Molino Derribao                                  | [ 7 ]         |
| 2009 | 3    | Entre luna, mar y versos: brisas poéticas del Mar Menor                     | Paseo Marítimo de Mar de Cristal                                  | [ 7 ]         |
| 2009 | 4    |                                                                             | Puerto de Cabo de Palos                                           | [ 7 ]         |
| 2010 | 1    |                                                                             | Village Público de la Audi MedCup 2010, en el Puerto de Cartagena | [ 8 ]         |
| 2010 | 2    | Entre Brisas, Estrofas y Ritmos: Arcoiris de Versos a Orillas del Mar Menor | Paseo Marítimo de Mar de Cristal                                  | [ 8 ]         |
| 2010 | 3    | Fiesta de Olas y Luces Poéticas                                             | Puerto de Cabo de Palos                                           | [ 8 ]         |
| 2011 | 1    | Los veleros de la poesía improvisada                                        | Plaza del Ayuntamiento de Cartagena                               | [ 9 ]         |
| 2011 | 2    | Navegando por las aguas de poniente                                         | Plaza de la Iglesia de Isla Plana                                 | [ 9 ]         |
| 2011 | 3    | En los campos de los versos                                                 | Polideportivo de Molino Derribao                                  | [ 9 ]         |
| 2012 | 1    |                                                                             | Plaza del Ayuntamiento de Cartagena                               | [ 10 ] [ 11 ] |
| 2012 | 2    |                                                                             | Plaza de la Iglesia de Isla Plana                                 | [ 10 ] [ 11 ] |
| 2012 | 3    |                                                                             | Plaza del Ayuntamiento de Cartagena                               | [ 10 ] [ 11 ] |
| 2013 | 1    |                                                                             | Plaza del Ayuntamiento de Cartagena                               | [ 12 ]        |
| 2013 | 2    |                                                                             | Plaza de la Iglesia de Isla Plana                                 | [ 12 ]        |
| 2013 | 3    |                                                                             | Plaza del Párroco José María Serrano de El Algar                  | [ 12 ]        |
| 2014 | 1    |                                                                             | Plaza de la Iglesia de Isla Plana                                 | [ 13 ]        |
| 2014 | 2    |                                                                             | Plaza del Ayuntamiento de Cartagena                               | [ 13 ]        |
| 2014 | 3    |                                                                             | Paseo Marítimo de Mar de Cristal                                  | [ 13 ]        |
| 2015 | 1    |                                                                             | Puerto Deportivo de Cabo de Palos                                 | [ 14 ]        |
| 2015 | 2    |                                                                             | Plaza del Ayuntamiento de Cartagena                               | [ 14 ]        |
| 2015 | 3    |                                                                             | Paseo Marítimo de Mar de Cristal                                  | [ 14 ]        |
| 2016 | 1    |                                                                             | Plaza del Ayuntamiento de Cartagena                               | [ 15 ]        |
| 2016 | 2    |                                                                             | Isla Plana                                                        | [ 15 ]        |
| 2016 | 3    |                                                                             | Paseo Marítimo de Mar de Cristal                                  | [ 15 ]        |
| 2017 | 1    |                                                                             | Club Náutico de Los Nietos                                        | [ 16 ] [ 17 ] |
| 2017 | 2    |                                                                             | Plaza del Ayuntamiento de Cartagena                               | [ 16 ]        |
| 2017 | 3    |                                                                             | Plaza de la Iglesia de Isla Plana                                 | [ 16 ]        |
| 2017 | 4    |                                                                             | Paseo Marítimo de Mar de Cristal                                  | [ 16 ]        |
| 2018 | 1    |                                                                             | Plaza del Ayuntamiento de Cartagena                               | [ 18 ]        |
| 2018 | 2    |                                                                             | Paseo Marítimo de Mar de Cristal                                  | [ 18 ]        |
| 2018 | 3    |                                                                             | Plaza de la Iglesia de Isla Plana                                 | [ 18 ]        |

## Países invitados
El carácter internacional del festival queda patente con la cantidad y variedad de países que han participado de cada una de las ediciones.
| Año  | Países invitados                                                                                                | Referencia |
| ---- | --- | ---------- |
| 2003 | Colombia, Cuba y España (Región de Murcia)                                                                      |            |
| 2004 | |            |
| 2005 | |            |
| 2006 | Argentina, Chile y España (Región de Murcia)                                                                    | [ 4 ]      |
| 2007 | Argentina, Chile, Colombia, Cuba, México, Uruguay y España (Región de Murcia)                                   | [ 19 ]     |
| 2008 | Chile, Colombia, Cuba, Puerto Rico, Uruguay y España (Islas Canarias y Región de Murcia)                        | [ 6 ]      |
| 2009 | Argentina, Colombia, Cuba, Panamá, Puerto Rico y España (Islas Canarias, Cantabria, Galicia y Región de Murcia) | [ 20 ]     |
| 2010 | Colombia, Cuba, Puerto Rico, Venezuela y España (Cataluña, Islas Canarias y Región de Murcia)                   | [ 21 ]     |
| 2011 | Colombia, Cuba, Puerto Rico, Uruguay y España (Islas Canarias, Región de Murcia)                                | [ 22 ]     |
| 2012 | Cuba, Panamá, Puerto Rico y España (Región de Murcia)                                                           | [ 23 ]     |
| 2013 | Argentina, Cuba, Puerto Rico y España (Región de Murcia)                                                        | [ 12 ]     |
| 2014 | Chile, Colombia, Cuba, Puerto Rico y España (Almería y Región de Murcia)                                        | [ 24 ]     |
| 2015 | Chile, Colombia, Panamá, Perú, Puerto Rico y España (Región de Murcia)                                          | [ 25 ]     |
| 2016 | Colombia, Cuba, Puerto Rico, Venezuela y España (Región de Murcia)                                              | [ 15 ]     |
| 2017 | Argentina, Colombia, Cuba, Puerto Rico y España (Málaga y Región de Murcia)                                     | [ 17 ]     |
| 2018 | Colombia, Cuba, Panamá, Puerto Rico y España (Islas Canarias y Región de Murcia)                                | [ 18 ]     |

## Artistas invitados
| Año  | Artista                                   | País                     | Referencia    |
| ---- | ----------------------------------------- | ------------------------ | ------------- |
| 2003 | Jorge Iván Álvarez "Zarco de Caldas"      | Colombia                 |               |
| 2003 | Juan Ernesto Muñoz "El Malicioso"         | Colombia                 |               |
| 2003 | Luis Paz Esquivel "Papillo"               | Cuba                     |               |
| 2003 | Raúl Herrera                              | Cuba                     |               |
| 2003 | Orlando Laguardia                         | Cuba                     |               |
| 2004 |                                           |                          |               |
| 2005 |                                           |                          |               |
| 2006 | Manuel Sánchez                            | Chile                    | [ 4 ]         |
| 2006 | Moisés Chaparro                           | Chile                    | [ 4 ] [ 26 ]  |
| 2006 | Rodrigo Núñez                             | Chile                    |               |
| 2006 | José Martínez Sánchez "El Taxista"        | España, Región de Murcia | [ 26 ]        |
| 2007 | Wilson Saliwoncyk                         | Argentina                | [ 19 ]        |
| 2007 | Guillermo Villalobos "Bigote"             | Chile                    | [ 19 ]        |
| 2007 | Edwin Jahir Giraldo "Radio Loco"          | Colombia                 | [ 19 ]        |
| 2007 | Jhon Alexander Cardona "Picaflor"         | Colombia                 | [ 19 ]        |
| 2007 | Luis Paz Esquiver "Papillo"               | Cuba                     | [ 19 ]        |
| 2007 | Guillermo Velázquez                       | México                   | [ 19 ]        |
| 2007 | Los Leones de la Sierra Xichú             | México                   | [ 19 ]        |
| 2007 | Mariela Acevedo Paipo                     | Uruguay                  | [ 19 ]        |
| 2007 | Alfonso Conesa "El Levantino"             | España, Región de Murcia | [ 19 ]        |
| 2007 | Andrés Marchán Rosillo                    | España, Región de Murcia | [ 19 ]        |
| 2007 | Ángel Roca                                | España, Región de Murcia | [ 19 ]        |
| 2007 | Antonio Castillo "El Gaditano"            | España, Región de Murcia | [ 19 ]        |
| 2007 | Diego Ortega "El Molinero"                | España, Región de Murcia | [ 19 ]        |
| 2007 | Francisco Miguel Ponce "El Lagunero"      | España, Región de Murcia | [ 19 ]        |
| 2007 | Hilario Andreu                            | España, Región de Murcia | [ 19 ]        |
| 2007 | Joaquín Sánchez "El Palmesano"            | España, Región de Murcia | [ 19 ]        |
| 2007 | José Bermúdez "El Panadero"               | España, Región de Murcia | [ 19 ]        |
| 2007 | José Martínez Sánchez "El Taxista"        | España, Región de Murcia | [ 19 ]        |
| 2007 | Juan Manuel Noguera "El Llanito"          | España, Región de Murcia | [ 19 ]        |
| 2007 | Juan Santos "El Baranda"                  | España, Región de Murcia | [ 19 ]        |
| 2007 | Paco Pedreño                              | España, Región de Murcia | [ 19 ]        |
| 2007 | Pedro Diego Pérez Casanova                | España, Región de Murcia | [ 19 ]        |
| 2007 | Pedro Jesús López Salmerón                | España, Región de Murcia | [ 19 ]        |
| 2008 | Guillermo Villalobos "Bigote"             | Chile                    | [ 27 ]        |
| 2008 | Manuel Sánchez                            | Chile                    | [ 6 ]         |
| 2008 | Moisés Chaparro                           | Chile                    | [ 6 ]         |
| 2008 | Edwin Jahir Giraldo "Radio Loco"          | Colombia                 | [ 6 ]         |
| 2008 | Luis Paz Esquiver "Papillo"               | Cuba                     | [ 6 ]         |
| 2008 | Orlando Laguardia                         | Cuba                     | [ 6 ]         |
| 2008 | Edwin Colón Zayas                         | Puerto Rico              | [ 6 ]         |
| 2008 | Omarito Santiago                          | Puerto Rico              | [ 6 ]         |
| 2008 | Roberto Silva "El Guajiro"                | Puerto Rico              | [ 6 ]         |
| 2008 | Willy Colón Zayas                         | Puerto Rico              | [ 6 ]         |
| 2008 | Mariela Acevedo Paipo                     | Uruguay                  | [ 6 ]         |
| 2008 | Yeray Rodríguez                           | España, Islas Canarias   | [ 6 ]         |
| 2009 | Wilson Saliwoncyk                         | Argentina                | [ 28 ] [ 20 ] |
| 2009 | Jorge Iván Álvarez "Zarco de Caldas"      | Colombia                 | [ 28 ] [ 20 ] |
| 2009 | Juan Ernesto Muñoz "El Malicioso"         | Colombia                 | [ 28 ] [ 20 ] |
| 2009 | Luis Paz Esquiver "Papillo"               | Cuba                     | [ 28 ] [ 20 ] |
| 2009 | Orlando Laguardia                         | Cuba                     | [ 28 ] [ 20 ] |
| 2009 | Raúl Herrera "El Poeta del Sombrero"      | Cuba                     | [ 28 ]        |
| 2009 | Arcadio Camaño                            | Panamá                   | [ 28 ] [ 20 ] |
| 2009 | Bill Colón Zayas                          | Puerto Rico              | [ 20 ]        |
| 2009 | Edwin Colón Zayas                         | Puerto Rico              | [ 20 ]        |
| 2009 | Omar Santiago                             | Puerto Rico              | [ 20 ]        |
| 2009 | Roberto Silva                             | Puerto Rico              | [ 20 ]        |
| 2009 | Miguel Cadavieco                          | España, Cantabria        | [ 28 ] [ 20 ] |
| 2009 | Benito Lobariñas "O Xordo"                | España, Galicia          | [ 28 ] [ 20 ] |
| 2009 | Josiño Da Teixeira "O Caco"               | España, Galicia          | [ 28 ] [ 20 ] |
| 2009 | Yeray Rodríguez                           | España, Islas Canarias   | [ 28 ] [ 20 ] |
| 2010 | Edwin Jahir Giraldo "Radio Loco"          | Colombia                 | [ 21 ]        |
| 2010 | John Alexander Cardona "Picaflor"         | Colombia                 | [ 21 ]        |
| 2010 | Alexis Díaz Pimienta                      | Cuba                     | [ 21 ]        |
| 2010 | Luis Paz Esquivel "Papillo"               | Cuba                     | [ 21 ]        |
| 2010 | Raúl Herrera "El Poeta del Sombrero"      | Cuba                     | [ 21 ]        |
| 2010 | Bill Colón Zayas                          | Puerto Rico              | [ 21 ]        |
| 2010 | Edwin Colón Zayas                         | Puerto Rico              | [ 21 ]        |
| 2010 | Omar Santiago                             | Puerto Rico              | [ 21 ]        |
| 2010 | Roberto Silva                             | Puerto Rico              | [ 21 ]        |
| 2010 | Ernesto Da Silva "El Ciclón de Margarita" | Venezuela                | [ 21 ]        |
| 2010 | Ainhoa Vallejo                            | España, Cataluña         | [ 21 ]        |
| 2010 | Alberto David León                        | España, Islas Canarias   | [ 21 ]        |
| 2010 | Carmelo Padrón                            | España, Islas Canarias   | [ 21 ]        |
| 2010 | Yeray Rodríguez                           | España, Islas Canarias   | [ 21 ]        |
| 2010 | Alfonso Conesa "El Levantino"             | España, Región de Murcia | [ 21 ]        |
| 2010 | Andrés Marchán Rosillo                    | España, Región de Murcia | [ 21 ]        |
| 2010 | Diego Ortega "El Molinero"                | España, Región de Murcia | [ 21 ]        |
| 2010 | Francisco García Pedreño "Paco Pedreño"   | España, Región de Murcia | [ 21 ]        |
| 2010 | Francisco Miguel Ponce "El Lagunero"      | España, Región de Murcia | [ 21 ]        |
| 2010 | Joaquín Sánchez "El Palmesano"            | España, Región de Murcia | [ 21 ]        |
| 2010 | José Asensio Roca "Roca II"               | España, Región de Murcia | [ 21 ]        |
| 2010 | José Bermúdez "El Panadero"               | España, Región de Murcia | [ 21 ]        |
| 2010 | José Martínez Sánchez "El Taxista"        | España, Región de Murcia | [ 21 ]        |
| 2010 | Juan Manuel Noguera "El Llanito"          | España, Región de Murcia | [ 21 ]        |
| 2010 | Juan Martínez "El Mergo"                  | España, Región de Murcia | [ 21 ]        |
| 2010 | Juan Santos "El Baranda"                  | España, Región de Murcia | [ 21 ]        |
| 2010 | Pedro Jesús López Salmerón                | España, Región de Murcia | [ 21 ]        |
| 2010 | Pedro Diego Pérez Casanova                | España, Región de Murcia | [ 21 ]        |
| 2011 | José Enrique Paz Esquivel                 | Cuba                     | [ 29 ]        |
| 2011 | Luis Paz Esquivel "Papillo"               | Cuba                     | [ 29 ]        |
| 2011 | Raúl Herrera                              | Cuba                     | [ 29 ]        |
| 2011 | Omar Santiago                             | Puerto Rico              | [ 29 ]        |
| 2011 | Bill Colón Zayas                          | Puerto Rico              | [ 29 ]        |
| 2011 | Edwin Colón Zayas                         | Puerto Rico              | [ 29 ]        |
| 2011 | Mariela Acevedo Paipo                     | Uruguay                  | [ 29 ]        |
| 2011 | Yapci Bienes                              | España, Islas Canarias   | [ 29 ]        |
| 2011 | Alfonso Conesa "El Levantino"             | España, Región de Murcia | [ 29 ]        |
| 2011 | Andrés Marchán Rosillo                    | España, Región de Murcia | [ 29 ]        |
| 2011 | Diego Ortega "El Molinero"                | España, Región de Murcia | [ 29 ]        |
| 2011 | Francisco García Pedreño "Paco Pedreño"   | España, Región de Murcia | [ 29 ]        |
| 2011 | Francisco Miguel Ponce "El Lagunero"      | España, Región de Murcia | [ 29 ]        |
| 2011 | José Bermúdez "El Panadero"               | España, Región de Murcia | [ 29 ]        |
| 2011 | José Martínez Sánchez "El Taxista"        | España, Región de Murcia | [ 29 ]        |
| 2011 | Juan Manuel Noguera "El Llanito"          | España, Región de Murcia | [ 29 ]        |
| 2011 | Juan Martínez "El Mergo"                  | España, Región de Murcia | [ 29 ]        |
| 2011 | Juan Santos "El Baranda"                  | España, Región de Murcia | [ 29 ]        |
| 2012 | Luis Paz Esquiver "Papillo"               | Cuba                     | [ 23 ] [ 30 ] |
| 2012 | Raúl Herrera "El Poeta del Sombrero"      | Cuba                     | [ 23 ] [ 30 ] |
| 2012 | Tomasita Quiala "La Reina de la Décima"   | Cuba                     | [ 23 ] [ 30 ] |
| 2012 | Carlos Martínez                           | Puerto Rico              | [ 23 ] [ 30 ] |
| 2012 | Isidro Fernández                          | Puerto Rico              | [ 23 ] [ 30 ] |
| 2012 | Tony Rivera                               | Puerto Rico              | [ 23 ] [ 30 ] |
| 2012 | Arcadio Camaño                            | Panamá                   | [ 23 ] [ 30 ] |
| 2012 | Jazmín Muñoz                              | Panamá                   | [ 23 ] [ 30 ] |
| 2012 | José Augusto Broce                        | Panamá                   | [ 23 ] [ 30 ] |
| 2012 | Alfonso Conesa "El Levantino"             | España, Región de Murcia | [ 23 ] [ 30 ] |
| 2012 | Andrés Marchán Rosillo                    | España, Región de Murcia | [ 23 ] [ 30 ] |
| 2012 | Francisco Ponce "El Lagunero"             | España, Región de Murcia | [ 23 ] [ 30 ] |
| 2012 | Isabel Nicolás                            | España, Región de Murcia | [ 23 ] [ 30 ] |
| 2012 | José Bermúdez "El Panadero"               | España, Región de Murcia | [ 23 ] [ 30 ] |
| 2012 | José Martínez Sánchez "El Taxista"        | España, Región de Murcia | [ 23 ] [ 30 ] |
| 2012 | Juan Manuel Noguera "El Llanito"          | España, Región de Murcia | [ 23 ] [ 30 ] |
| 2012 | Juan Martínez "El Mergo"                  | España, Región de Murcia | [ 23 ] [ 30 ] |
| 2012 | Juan Santos "El Baranda"                  | España, Región de Murcia | [ 23 ] [ 30 ] |
| 2012 | Paco Pedreño                              | España, Región de Murcia | [ 23 ] [ 30 ] |
| 2013 | Cristian Méndez                           | Argentina                | [ 12 ]        |
| 2013 | Ricardo Pino                              | Argentina                | [ 12 ]        |
| 2013 | Emiliano Sardiñas "Poeta de la mochila"   | Cuba                     | [ 12 ]        |
| 2013 | Luis Paz Esquiver "Papillo"               | Cuba                     | [ 12 ]        |
| 2013 | Carlos Martínez                           | Puerto Rico              |               |
| 2013 | Jovino González                           | Puerto Rico              | [ 12 ]        |
| 2013 | Omar Santiago                             | Puerto Rico              | [ 12 ]        |
| 2013 | Tony Rivera                               | Puerto Rico              |               |
| 2013 | Ernesto Da Silva "El Ciclón de Margarita" | Venezuela                | [ 12 ]        |
| 2013 | Gustavo Colina                            | Venezuela                | [ 12 ]        |
| 2013 | Alfonso Conesa "El Levantino"             | España, Región de Murcia | [ 12 ]        |
| 2013 | José Martínez Sánchez "El Taxista"        | España, Región de Murcia | [ 12 ]        |
| 2013 | Juan Martínez "El Mergo"                  | España, Región de Murcia | [ 12 ]        |
| 2014 | Cecilia Astorga                           | Chile                    | [ 24 ]        |
| 2014 | Carlos Alberto Tamayo "El Canario"        | Colombia                 | [ 24 ]        |
| 2014 | Edwin Jahir Giraldo "Radio Loco"          | Colombia                 | [ 24 ]        |
| 2014 | Luis Paz Esquivel "Papillo"               | Cuba                     | [ 24 ]        |
| 2014 | Emiliano Sardiñas "Poeta de la mochila"   | Cuba                     | [ 24 ]        |
| 2014 | Arturito Santiago                         | Puerto Rico              | [ 24 ]        |
| 2014 | Carlos Gabriel Cabrera                    | Puerto Rico              | [ 24 ]        |
| 2014 | Roberto Silva "El Guajiro"                | Puerto Rico              | [ 24 ]        |
| 2014 | Emilio de Patiño "Emilito"                | España, Región de Murcia | [ 24 ]        |
| 2014 | José Martínez Sánchez "El Taxista"        | España, Región de Murcia | [ 24 ]        |
| 2014 | Juan Santos "El Baranda"                  | España, Región de Murcia | [ 24 ]        |
| 2014 | Miguel Ángel Cervantes                    | España, Región de Murcia | [ 24 ]        |
| 2015 | Carlos Sotomayor                          | Chile                    | [ 31 ]        |
| 2015 | Cecilia Astorga                           | Chile                    | [ 31 ]        |
| 2015 | José Antonio Roche                        | Cuba                     |               |
| 2015 | Luis Paz Esquiver "Papillo"               | Cuba                     |               |
| 2015 | Raúl Herrera "El Poeta del Sombrero"      | Cuba                     |               |
| 2015 | Carlos Alberto Tamayo "El Canario"        | Colombia                 |               |
| 2015 | Edwin Jahir Giraldo "Radio Loco"          | Colombia                 |               |
| 2015 | Augusto Broce                             | Panamá                   |               |
| 2015 | Jazmín Muñoz                              | Panamá                   |               |
| 2015 | Raquel Castillo                           | Panamá                   |               |
| 2015 | Edwin Colón Zayas                         | Puerto Rico              |               |
| 2015 | Omarito Santiago                          | Puerto Rico              |               |
| 2015 | Roberto Silva "El Guajiro"                | Puerto Rico              |               |
| 2015 | Willy Colón Zayas                         | Puerto Rico              |               |
| 2015 | Gerardo Páez "El Carpintero"              | España, Málaga           |               |
| 2015 | Alfonso Conesa "El Levantino"             | España, Región de Murcia |               |
| 2015 | Álvaro Martínez                           | España, Región de Murcia |               |
| 2015 | Diego Ortega "El Molinero"                | España, Región de Murcia |               |
| 2015 | Emilio de Patiño "Emilito"                | España, Región de Murcia |               |
| 2015 | Francisco Miguel Ponce "El Lagunero"      | España, Región de Murcia |               |
| 2015 | Isabel Nicolás                            | España, Región de Murcia |               |
| 2015 | Iván López                                | España, Región de Murcia |               |
| 2015 | José Bermúdez "El Panadero"               | España, Región de Murcia |               |
| 2015 | José Martínez Sánchez "El Taxista"        | España, Región de Murcia |               |
| 2015 | Juan Martínez "El Mergo"                  | España, Región de Murcia |               |
| 2015 | Juan Santos "El Baranda"                  | España, Región de Murcia |               |
| 2015 | Miguel Ángel Cervantes                    | España, Región de Murcia |               |
| 2015 | Paco Pedreño                              | España, Región de Murcia |               |
| 2015 | Pedro Cabrera                             | España, Región de Murcia |               |
| 2016 | Carlos Alberto Tamayo "El Canario"        | Colombia                 | [ 15 ]        |
| 2016 | José Soto "El Monarca"                    | Colombia                 | [ 15 ]        |
| 2016 | Idealberto Montero                        | Cuba                     | [ 15 ]        |
| 2016 | Leandro Camargo                           | Cuba                     | [ 15 ]        |
| 2016 | Cristian Javier Nieves                    | Puerto Rico              | [ 15 ]        |
| 2016 | Jovino Gómez                              | Puerto Rico              | [ 15 ]        |
| 2016 | Modesto Nieves                            | Puerto Rico              | [ 15 ]        |
| 2016 | Roberto Silva                             | Puerto Rico              | [ 15 ]        |
| 2016 | Ernesto Da Silva "El ciclón de Margarita" | Venezuela                | [ 15 ]        |
| 2016 | Gerardo Páez "El Carpintero"              | España, Granada          | [ 15 ]        |
| 2016 | José Pérez "El Lojeño"                    | España, Granada          | [ 15 ]        |
| 2017 | David Tokar                               | Argentina                | [ 17 ]        |
| 2017 | Ricardo Pino                              | Argentina                | [ 17 ]        |
| 2017 | Edwin Jahir Giraldo "Radio Loco"          | Colombia                 | [ 17 ]        |
| 2017 | Elisabeth Henao "La Chava"                | Colombia                 | [ 17 ]        |
| 2017 | Laila García                              | Cuba                     | [ 17 ]        |
| 2017 | Leandro Camargo                           | Cuba                     | [ 17 ]        |
| 2017 | Yunet López                               | Cuba                     | [ 17 ]        |
| 2017 | Juan Ramón Figueroa                       | Puerto Rico              | [ 17 ]        |
| 2017 | Roberto Silva                             | Puerto Rico              | [ 17 ]        |
| 2018 | Edwin Jahir Giraldo "Radio Loco"          | Colombia                 | [ 32 ]        |
| 2018 | Luis Paz Esquiver "Papillo"               | Cuba                     | [ 32 ]        |
| 2018 | Raúl Herrera "El Poeta del Sombrero"      | Cuba                     | [ 32 ]        |
| 2018 | Jazmín Suseth                             | Panamá                   | [ 32 ]        |
| 2018 | José Augusto Broce                        | Panamá                   | [ 32 ]        |
| 2018 | Sebastián Didacio                         | Panamá                   | [ 32 ]        |
| 2018 | Carlos Martínez                           | Puerto Rico              | [ 32 ]        |
| 2018 | Juan Ramón Nieves                         | Puerto Rico              | [ 32 ]        |
| 2018 | Omar Santiago                             | Puerto Rico              | [ 32 ]        |
| 2018 | Roberto Silva                             | Puerto Rico              | [ 32 ]        |
| 2018 | José Pérez "El Lojeño"                    | España, Granada          | [ 32 ]        |
| 2018 | Eduardo Duque                             | España, Islas Canarias   | [ 32 ]        |
| 2018 | Fernando Murga                            | España, Islas Canarias   | [ 32 ]        |
| 2018 | Yapci Bienes                              | España, Islas Canarias   | [ 32 ]        |
| 2018 | Gerardo Páez "El Carpintero"              | España, Málaga           | [ 32 ]        |
| 2018 | Grupo Trovero "Mesa Café" de La Unión     | España, Región de Murcia | [ 32 ]        |

## Curiosidades
En la edición de 2012 se simbolizó un hermanamiento entre las formas de improvisar de la Huerta de Murcia y del Campo de Cartagena a través de una gala especial en la que actuaron dos troveros de Cartagena y dos de Murcia. A la clausura del festival en esta edición asistieron unos 2.000 aficionados.

## Premios
En el año 2015 Trovalia fue galardonado por el Festival Internacional del Cante de las Minas con el "Premio Trovero Marín", destinado a distinguir la mejor labor de promoción del arte del trovo. El premio fue recogido por José Martínez Sánchez "El Taxista", presidente de la Asociación Trovera "José María Marín".